# فنسنت كانيسترارو
كان فنسنت كانيسترارو مدير البرامج الاستخبارتية لدى مجلس الأمن القومي الأمريكي (NSC) من عام 1984 إلى 1987; والمساعد الخاص لشؤون الاستخبارات في مكتب وزير الدفاع حتى عام 1988 ورئيس العمليات والتحليل في مركز مكافحة الإرهاب التابع لوكالة المخابرات المركزية (CIA) حتى عام 1991.
قبل عام 1984، كان ضابطًا مع مدير العمليات بوكالة المخابرات المركزية في الشرق الأوسط وأفريقيا وأوروبا وأمريكا الوسطى.
ومنذ أن ترك وكالة المخابرات المركزية عام 1991، بعد عمله 27 عامًا معها، عمل كانيسترارو مستشارًا لقضايا الإرهاب والأمن لدى عدد من الشركات والعملاء الحكوميين، بما فيهم قناة إيه بي سي نيوز والفاتيكان.

## التعليم والجوائز
حصل كانيسترارو على شهادة البكالوريوس والماجستير من كلية بوسطن. وفي عام 1989، حصل على جائزة الخدمة المدنية المستحقة من وزير الدفاع. كما حصل أيضًا على ميدالية الخدمة المتميزة من وكالة المخابرات المركزية.

## الحياة المهنية
بينما كان يعمل كانيسترارو في وكالة المخابرات المركزية، أدار الوحدة الخاصة في أمريكا الوسطى التابعة للوكالة والتي كانت تشرف على العمل السري في المنطقة، بما في ذلك الكونترا في نيكاراغوا (كل من مقاتلي الجناح الأيسر في الجنوب وكونترا الجناح الأيمن في الشمال). وانتقل إلى مجلس الأمن القومي في عهد الرئيس ريغان بتوجيه من رئيس وكالة المخابرات المركزية الأمريكي اللاتيني دوان كلاريدج، الذي أيد العقيد أوليفر نورث. وتم نقل برنامج الكونترا في عام 1984 من قبل الرئيس رونالد ريغان إلى مجلس الأمن القومي وأصبح كانيسترارو مدير المخابرات هناك في وقت لاحق من هذا العام. وباعتباره مديرًا، كان مسؤولاً عن مراقبة ميزانية أجهزة المخابرات الأمريكية. وتنسيق عملية الموافقة على العمل السري. كما ترأس أيضًا فريق عمل أفغانستان في البيت الأبيض.
في وقت لاحق، قام كانيسترارو، باعتباره رئيس العمليات والتحليل في مركز مكافحة الإرهاب التابع لوكالة المخابرات المركزية، بقيادة «التحقيق» التابع للوكالة عن تفجير طائرة بان آم رقم 103 عام 1988 فوق لوكربي، والذي أسفر عن إدانة عبد الباسط المقرحي عام2001 وهو ضابط مخابرات ليبي. ولم يتم استدعاء كانيسترارو للإدلاء بشهادته في محاكمة تفجير رحلة بان آم رقم 103، بالرغم من إدراجه كشاهد ادعاء.
كما ربط كانيسترارو العراق بـأسامة بن لادن عندما كان يزعم أن مدير المخابرات العراقية فاروق حجازي دعا بن لادن للعيش في العراق خلال اجتماع ديسمبر 1998 في أفغانستان، على الرغم من أنه أكد أن بن لادن رفض الدعوة ولم يقبل الدعم من صدام حسين.
وقد قال عن وثائق يورانيوم «الكعكة الصفراء» المزورة من النيجر أنها محاولة من جانب بعض أنصار إدارة بوش لربط العراق بتطوير الأسلحة النووية من أجل زيادة الدعم الشعبي لـحرب العراق)، وعن الكشف عن هوية عميلة المخابرات فاليري بليم.
ويبدو أن المنظمة الواجهة، بروستر جينينغز وشركاؤه، كانت مستخدمة أيضًا من قبل ضباط وكالة المخابرات المركزية الآخرين الذين قد يكون عملهم الآن في خطر، وفقًا لكانيسترارو. كما أدار كانيسترارو IntelligenceBrief، وهي دائرة الأمن والمعلومات لعملاء القطاع الخاص. وتُعد دولة الفاتيكان أحد هؤلاء العملاء.
في 12 سبتمبر 2001، قال كانيسترارو أن خمسة من الخاطفين دخلوا الولايات المتحدة في ولاية ماين من كندا عبر يارموث، نوفا سكوشا و/أو نقطة حدودية نائية بالقرب من جاكمان، بولاية ماين، تبعد عدة مئات من الكيلومترات إلى الجنوب الشرقي من مدينة كيبيك. وأعلن أحد ضباط المخابرات الكنديين أن كانيسترارو كان خاطئًا. “فهم لم يقوموا باختطاف طائرات كندية، بل وصلوا من خلال أمن المطار في الولايات المتحدة وليس هنا.”